# Station Sevilla-Santa Justa
Station Sevilla-Santa Justa is het belangrijkste spoorwegstation van de Spaanse stad Sevilla. Het station is vernoemd naar de Sevilliaanse heilige en martelares Justa.

## Geschiedenis
Het station, ten oosten van de historische binnenstad, werd tussen 1987 en 1991 gebouwd om de AVE-hogesnelheidslijn vanuit Madrid te kunnen accommoderen. De opening in 1992 viel samen met de wereldtentoonstelling Expo '92 die in de stad gehouden werd. Het station verving het 19e-eeuwse station Córdoba/Plaza de Armas ten westen van de binnenstad, wat hierna werd omgebouwd tot winkelcentrum.

## Treindienst
Sinds de opening van het station in 1992 is Santa Justa aangesloten op het hogesnelheidsnetwerk AVE. Zo wordt de stad verbonden met Madrid via Córdoba. Andere bestemmingen op lange afstand zijn Barcelona, Valencia  en Zaragoza.
Het station is ook het knooppunt van de 5 lijnen van Cercanías Sevilla, een voorstadspoorweg van RENFE die in alle grote Spaanse steden aanwezig is.
Van de 12 sporen waarover het station beschikt, zijn er 6 in Iberisch breedspoor (1668 mm) aangelegd en 6 in normaalspoor (1435 mm). De sporen in breedspoor worden gebruikt voor regionale en lokale treinen, de sporen in normaalspoor voor de hogesnelheidstreinen.

## Metro en bus
Santa Justa heeft ook een busstation en is een van de bushaltes op de lijn die de luchthaven Sevilla-San Pablo verbindt met het stadscentrum.
Momenteel is er nog geen verbinding met de metro van Sevilla maar er zijn plannen om Santa Justa van een metrostation te voorzien op de geplande lijn 2 tussen Torreblanca en Puerta Triana. Het dichtstbijzijnde station van het huidige netwerk is Nervión, dat ongeveer op 1 kilometer afstand ligt.

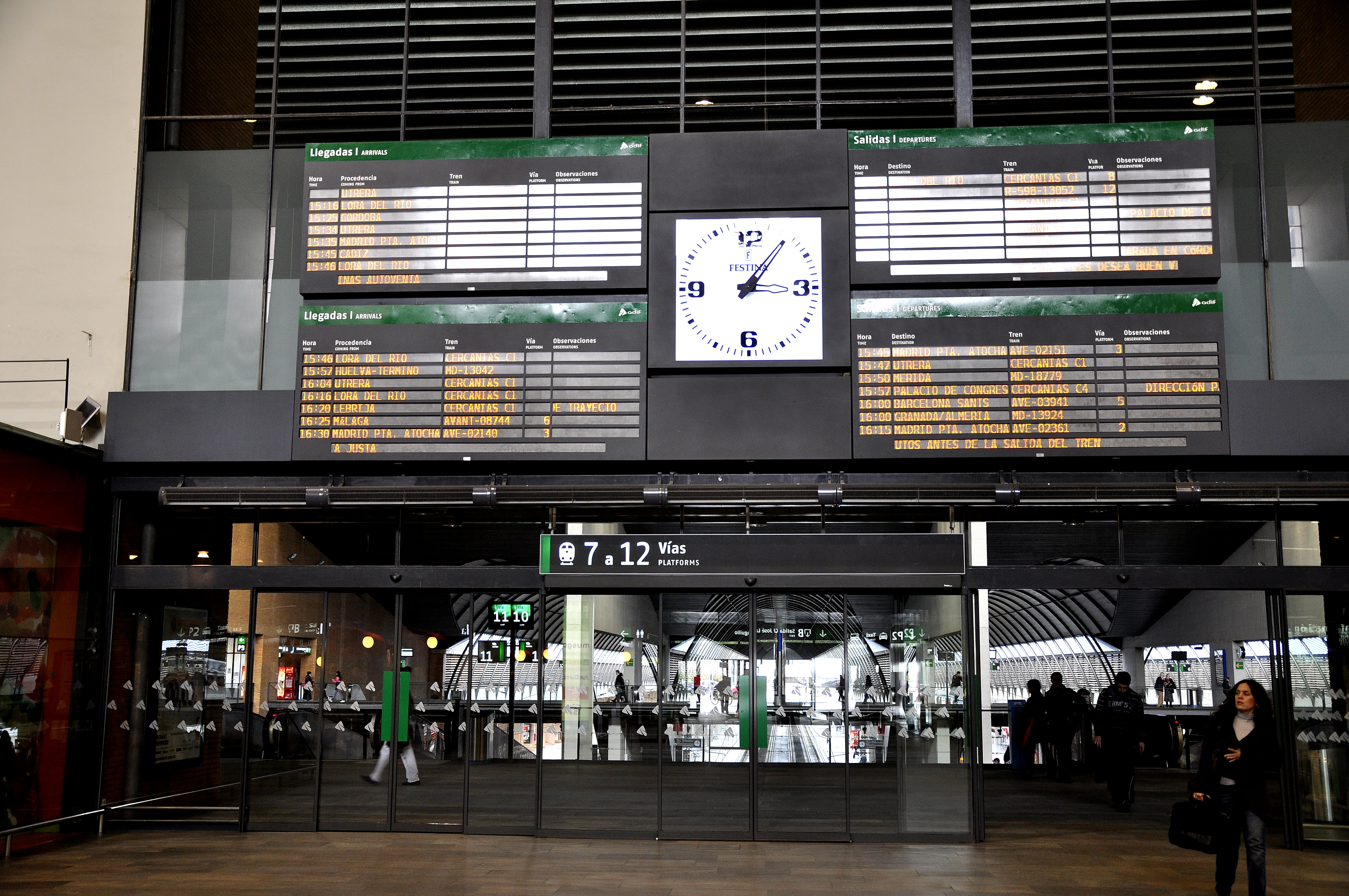
Bord met aankomende en vertrekkende treinen
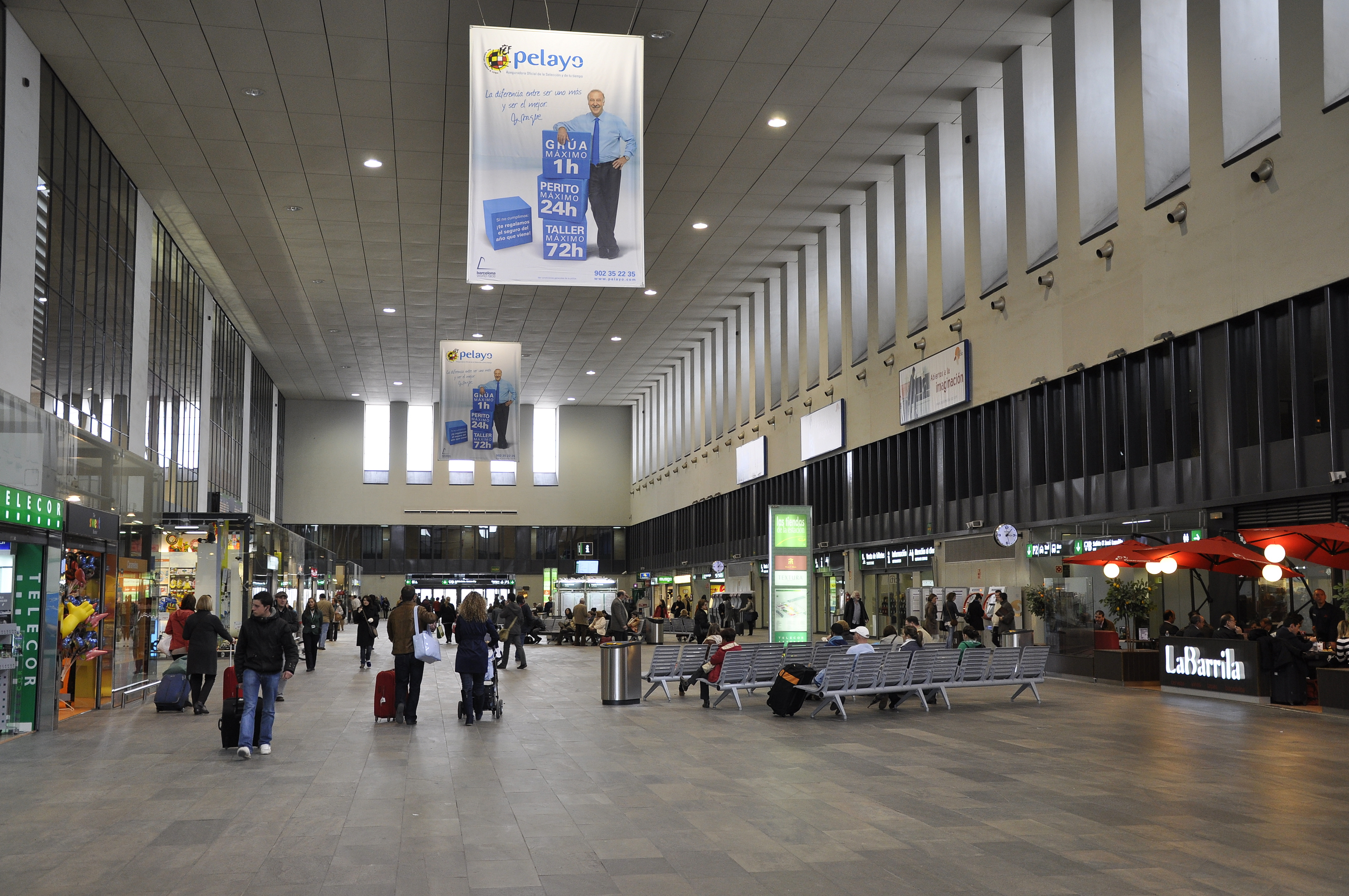
De stationshal